# Церковь Александра Невского (Николаев)
Церковь Александра Невского (Госпитальная церковь) — действующая церковь в Николаеве, культурное достояние города.
Церковь была построена в 1886 году на территории Николаевского военно-морского госпиталя за счет военного ведомства и средств воинов участников Крымской войны, по проекту Жуковского-Волынского. Изначально храм находился в Богоявленске (ныне — Корабельный район города Николаева), но уже в 1828 году по приказу адмирала Грейга он был перенесен в Николаев. Церковь является трехпрестольной.
Здание церкви было значительно разрушено в годы Великой Отечественной войны, затем заброшено.
В 2002 году началось восстановление заброшенного храма.

## История

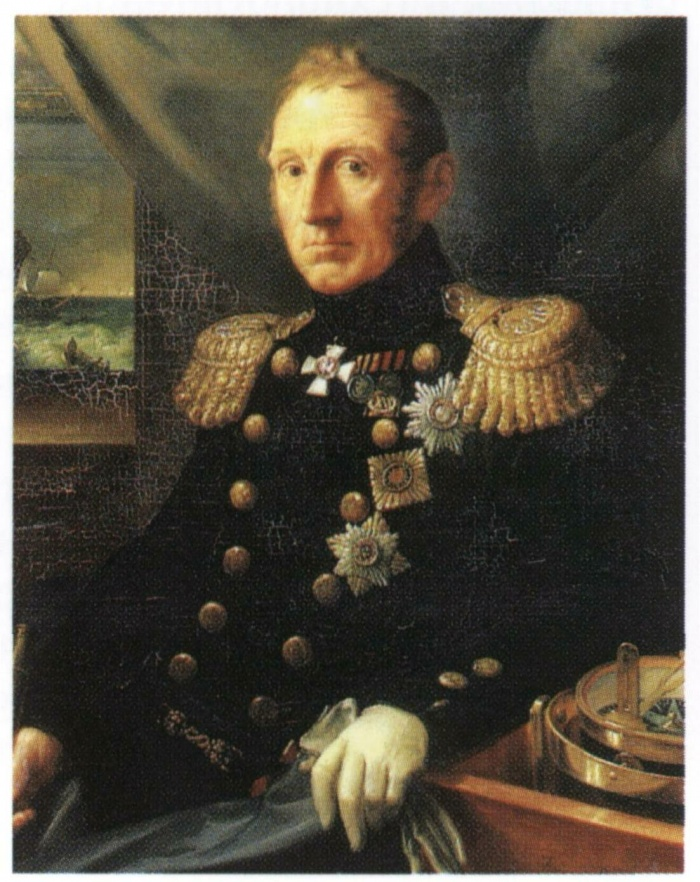
Алексей Самуилович Грейг

История Храма или Госпитальной церкви началась еще в начале 19-го века, в Богоявленске. Церковь была открыта при Николаевском морском госпитале. Изначально в морском госпитале была устроена Госпитальная церковь во имя Святых Захарии и Елизаветы. Но уже в 1828 году по приказу главного командира Черноморского флота и портов — адмирала Грейга, морской госпиталь был перенесен из Богоявленска в Николаев, где была устроена и освящена церковь во имя Святых Захарии и Елизаветы.
В 1874 году архитектурный проект госпиталя, созданный архитектором В. А. Рулевым, неоднократно переделывался, поскольку морское ведомство стремилось сэкономить на строительстве госпиталя. Комплекс госпиталя представлял собой два двухэтажных каменных корпуса, расположенных вдоль красной линии улицы. Между двумя комплексами госпиталя был возведен храм во имя св. Александра Невского, проектированием и строительством которого руководил И. Ф. Жуковский-Волынский. Церковь была освящена в 1886 году. Главный престол освящен во имя Святого Благоверного Великого Князя Александра Невского, правый — во имя царя Константина и матери его Елены, левый во имя святых Захарии и Елизаветы. Храм вмещал до 700 прихожан.
Компания закрытия церквей в начале прошлого столетия не обошла храм стороной, в результате данной компании он был передан под клуб 15 артиллерийскому полку, все церковное имущество и ценности были изъяты и преданы советским властям. До начала Великой Отечественной войны в здании церкви действовал красноармейский клуб. Во времена немецко-фашистской оккупации церковь неоднократно поддавалась разрушениям. После окончания войны расположенная неподалеку воинская часть использовала помещение храма в качестве склада для хранения оружия, боеприпасов и солдатской одежды. Спустя некоторое время церковь была заброшена.
Только лишь в начале ХХІ столетия церковь была передана православной общине города Николаева. В 2002 году началась программа по реставрации церкви. Каждую неделю, по воскресеньям и большим праздникам в храме проходят службы.
В 2018 году, к празднику Воздвижения Креста Господня, на территории храма был поставлен поклонный крест.

## Архитектура и убранство

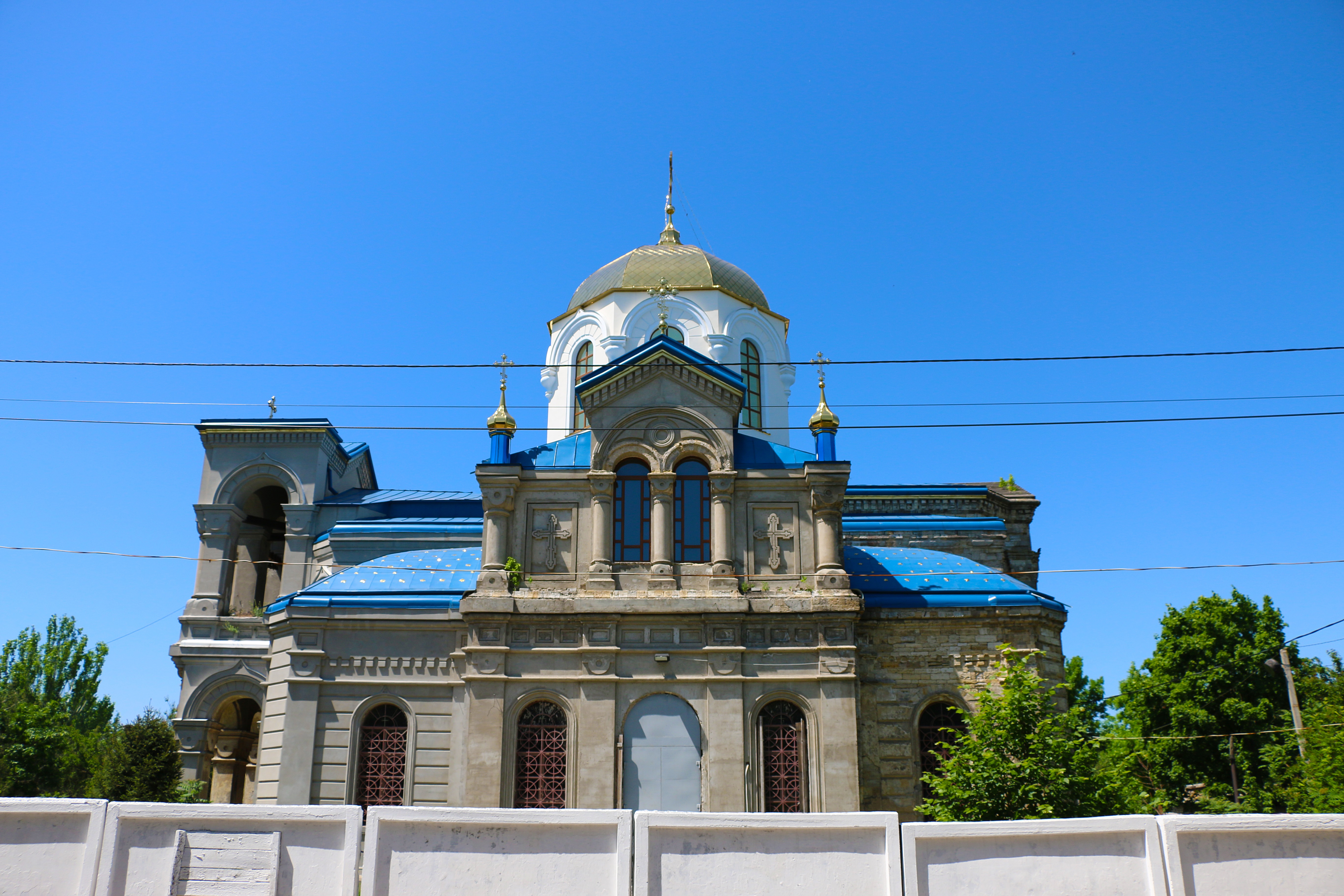
Церковь Александра Невского, 2015 год

И. Ф. Жуковский-Волынский сделал храм необычайной красоты. Он соорудил церковь в русско-византийском стиле, привычном для того времени. Архитектор руководствовался собственным видением и именно благодаря этому он создал оригинальное и неповторимое сооружение. Фасады храма и его интерьер богато украшены тщательно выполненной лепниной, имитирующей византийскую каменную резьбу.
Архитектор отказался от сооружения традиционной колокольни, вместо этого он пристроил к храму звонницу, характерную для древнепсковских и новгородских храмов. Это единственный в Николаеве храм со звонницей.
Храм расположен на возвышенном берегу Ингула, высокий купол храма хорошо виден над всей Военной Слободкой.

## Официальный сайт
Официальный сайт Храма Александра Невского  (недоступная ссылка)